# 1445 km (Ukraina)
1445 km (ukr. 1445 км) – przystanek kolejowy w pobliżu miejscowości Kamjanka, w rejonie rozdzielniańskim, w obwodzie odeskim, na Ukrainie. Położony jest na linii Żmerynka – Odessa.